# Riu Albaixí
L'Albaixí - Албаши (rus) - és un riu al krai de Krasnodar, a Rússia. Passa per les terres baixes de Kuban-Priazov. Passa pels raions de Leningràdskaia, Kanevskaia i Primorsko-Akhtarsk.
Neix a 5 km a l'oest de Leningràdskaia i discorre en direcció principalment oest, passant per les viles de Beriózanski, Novominskaia, Vostotxni, Krasni Otxag, on rep el riu Jóltie Kopani per la dreta, Novodereviànkovskaia, on rep el Varakutina per l'esquerra, Razdolni i Albaixí, ja a la vora del líman Albaixinski.
És un riu tranquil de règim nivopluvial, que a l'estació seca arriba a assecar-se en alguns trams. El llit del riu és molt fangós. A partir de Novodereviànkovskaia el seu curs es converteix en un estuari compost de maresmes en què abunden les platges sorrenques i els joncs. Fins a aquesta vila té 57 km de llargària.
Desemboca a la mar d'Azov a través del líman Kusxevatsi i el riu Beissug.
Entre els espècies principals que viuen al riu hi ha la perca, el lluç de riu, la carpa, el rutilus, el gardí i la lucioperca.